# كنيسة إتشواك
كنيسة إتشواك (بالإسبانية: Iglesia de Ichuac) هي كنيسة رومانيّة كاثوليكيّة تقع في بلدة إتشواك ضمن بلدية بوكيلدون في تشيلي. تم تشييدها عندما كان أرخبيل تشيلوي لايزال جزءًا من ممتلكات التاج الإسباني، حيث تمثّل اندماجًا بين الثقافة اليسوعيّة الأوروبيّة ومهارات الشعوب الأصليّّة وتقاليدها، وهي مثال على ثقافة المستيزو.
تُعتبر كنيسة إتشواك واحدة من أقدم الكنائس التقليديّة في تشيلوي، والتي بقيت سليمة تقريبًا من عصر البعثة اليسوعيّة.

## الحماية
تُعتبر هذه الكنيسة واحدة من 16 كنيسة خشبية فريدة تم إدراجها على قائمة التراث العالمي التابعة لليونيسكو في عام 2000 تحت مسمى كنائس تشيلوي. كما قامت جامعة تشيلي، ومؤسسة كنائس تشيلوي الثقافية، وغيرها من المؤسسات بجهود كبيرة للحفاظ على هذه المنشآت التاريخيّة.

## الموقع
تقع كنيسة إتشواك ضمن بلدية بوكيلدون (التي يقع فيها أيضًا كنيسة آلداتشيلدو، وكنيسة ديتيف) شرق أرخبيل تشيلوي.